# Brachycentrus kozlovi
Brachycentrus kozlovi är en nattsländeart som beskrevs av Martynov 1909. Brachycentrus kozlovi ingår i släktet Brachycentrus och familjen bäcknattsländor. Inga underarter finns listade i Catalogue of Life.

## Bildgalleri

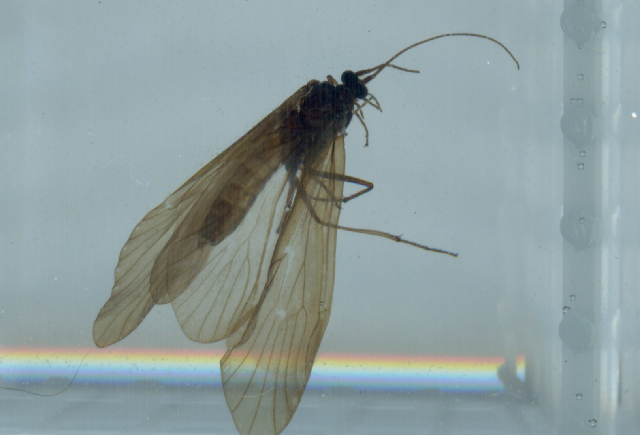